# Igor Matovič
Igor Matovič (Nagyszombat, 1973. május 11. –) szlovák politikus, médiavállalkozó, az Egyszerű Emberek és Független Személyiségek nevű párt elnöke, szlovák parlamenti képviselő és pénzügyminiszter. 2020. március 21-étől 2021. március 30-ig Szlovákia miniszterelnöke volt.

## Pályafutása
2011-ben megalapította az Egyszerű Emberek és Független Személyiségek elnevezésű pártot. Matovič eredetileg csak Egyszerű Embereknek hívta volna pártját, de végül a Független Személyiségek jelzőt is beletette a nevébe. A párt 2012-ben 8, majd 2016-ban már 11 százalékot kapott a parlamenti választásokon, míg a 2020-as voksolást 25%-kal megnyerte, és ezáltal Matovič lett Szlovákia következő miniszterelnöke. Igor Matovič ezzel megalapította a saját kormányát, a Matovič-kormányt. 2021. március 30-án lemondott, helyét Eduard Heger vette át.
Matovič a Heger-kormányban pénzügyminiszteri és miniszterelnök-helyettesi posztot kapott.

## Fordítás
- Ez a szócikk részben vagy egészben  az   Igor Matovic című szlovák Wikipédia-szócikk ezen változatának fordításán alapul.  Az eredeti cikk szerkesztőit annak laptörténete sorolja fel. Ez a jelzés csupán a megfogalmazás eredetét és a szerzői jogokat jelzi, nem szolgál a cikkben szereplő információk forrásmegjelöléseként.
- Ez a szócikk részben vagy egészben  az   Igor Matovic című angol Wikipédia-szócikk ezen változatának fordításán alapul.  Az eredeti cikk szerkesztőit annak laptörténete sorolja fel. Ez a jelzés csupán a megfogalmazás eredetét és a szerzői jogokat jelzi, nem szolgál a cikkben szereplő információk forrásmegjelöléseként.